# Глюксберг, Ян
Ян Глюксберг (пол. Jan Glücksberg; 1793—1859) — польский книгоиздатель, типограф и общественный деятель.

## Биография
Ян Глюксберг родился в 1793 году (согласно «ЭСБЕ» в 1795 году, согласно «ЕЭБЕ» в 1785 году).
Образование Глюксберг получил самостоятельно. Ещё в молодые годы он был назначен ведомством (комиссией) религии и просвещения Царства Польского состоять по бракоразводным делам при апелляционном суде и при высшей инстанции, и этот пост он занимал в течение восьми лет. 

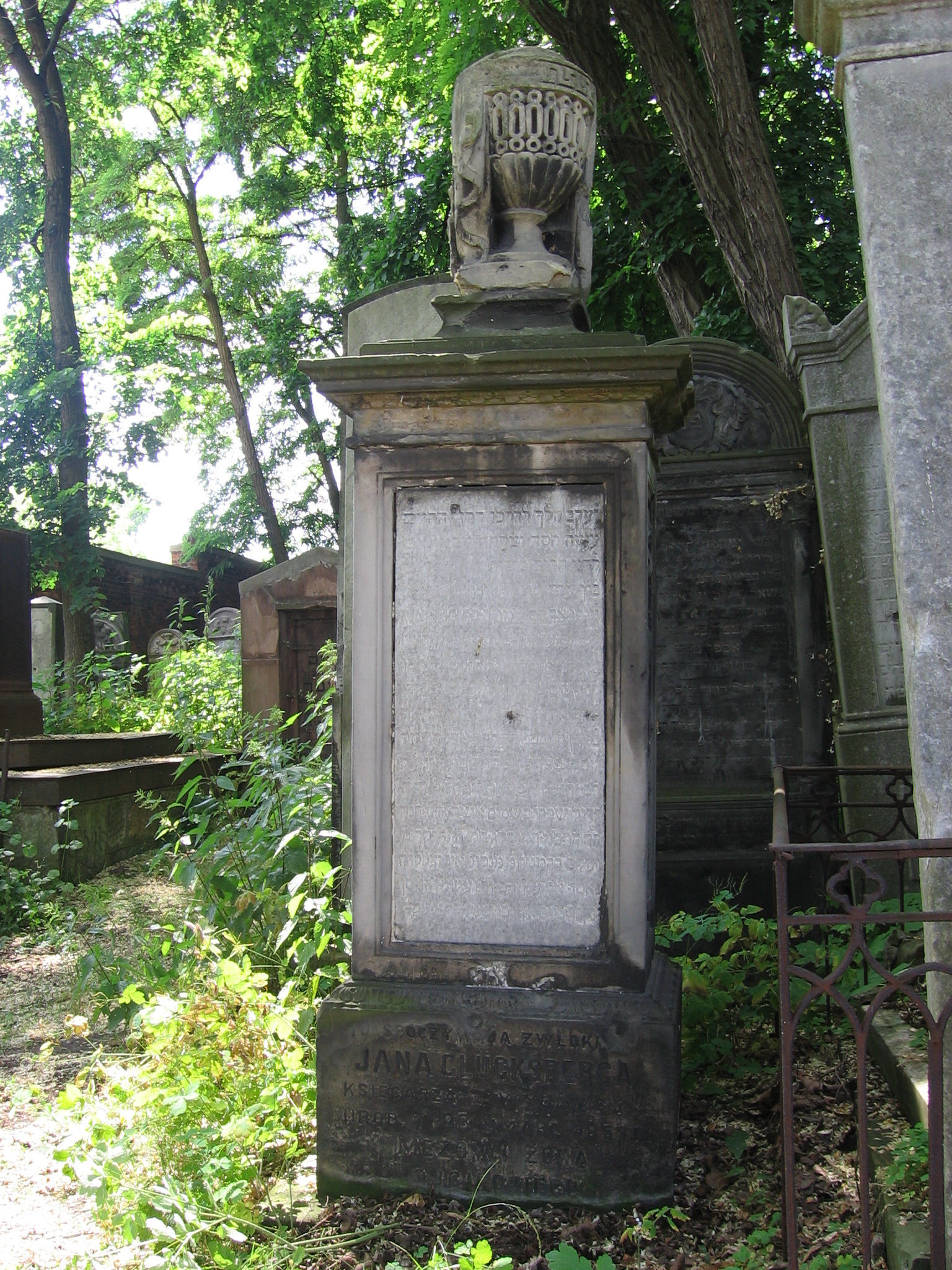
Могила Глюксберга

Долгое время Ян Глюксберг состоял председателем божничьего дозора (общинного управления) варшавской общины.
В 1827 году Глюксберг составил и издал первый «Путеводитель по Варшаве» (1827) на польском и французском языках.
С 1834 года он стал издавать первый иллюстрированный польский журнал «Magazyn powszechny». Кроме того, Ян Глюксберг издал «Numizmatika Krajowa» Бандке и «Еncyklopedja obrazcowa».
Ян Глюксберг умер в 1859 году в городе Варшаве и был похоронен на местном еврейском кладбище.
Был женат на Анне Клейн (пол. Anną Klein) в браке с которой имел семерых детей.
Сын его Михаил (пол. Michał Glücksberg; 1838—1907) основал в 1859 году обширное издательство. Среди прочего он издал историю польской литературы Бартошевича, выпускал журнал для народа «Kmiotek» (с 1860 года), иллюстрированное издание для женщин «Błuszcz» (с 1865 года), «Мuzeum Sztuki Europejskiej» (с 1871 года), польскую «Библию» с иллюстрациями Доре и др.
Другой его сын, Максимилиан (пол. Maksymilian Glücksberg; 1840—1894), был присяжным поверенным и публицистом; писал в «Kłosy», «Tygodnik romansów» и «Niwa». В последнем издании поместил этюд ο Станиславе Сташице.